# Hermano Abeja
Den Brother es una Película Original de Disney Channel de 2010 protagonizada por Hutch Dano y Genevieve Hannelius, se estrenó el 13 de agosto de 2010 en Estados Unidos.
Su estreno en España fue el 2 de diciembre de 2010 y en Hispanoamérica el 22 de julio de 2012.

## Sinopsis
Alex Pearson (Hutch Dano) es un ávido jugador de hockey de su escuela que busca la atención de Matisse Burrows (Kelsey Chow), la chica más atractiva de la escuela. Pero después de que perdió en uno de sus juegos y que fue suspendido, su padre le exige que cuide a su pequeña hermana Emily (Genevieve Hannelius) perteneciente a la tropa "Chica Bumble Bee". Más tarde, inesperadamente se convierte en el nuevo líder no oficial de la tropa, pero bajo el alias de Sra. Zamboni.
La tropa Bumble Bee tiene que trabajar para poder asistir al camporee, el evento más importante de Bumble Bee del año, con la venta de galletas y completar diversas insignias. Originalmente, las insignias fueron compuestas por Alex para hacer sus tareas, pero después de que se les descalificó, Alex les ayuda a conseguir insignias reales. Al mismo tiempo, se pone de pie a madre abeja de Dina.

## Reparto
- Hutch Dano como Alex Pearson/Sra. Zamboni
- Genevieve Hannelius como Emily Pearson.
- Vicki Lewis como Dina Reams.
- Kelsey Chow como Matisse Burrows.
- David Lambert como Kalvin "Goose" Gustavo.
- Kelly Gould como Rachel Caitlyn.
- Taylar Hender como Abigail Danielle.
- Kiara Muhammad como Ursula Mary.
- Haley Tju como Tina Destiny.
- Maurice Godin como Jasper Pearson.
- Debra Mooney como  Allie Jacklitz.

## Música
- Girl Thing - Anna Margaret

## Recepción[3]
En su estreno en Estados Unidos, “Den Brother” marco una audiencia de 3,75 millones de telespectadores (superando en sus últimos minutos de transmisión la barrera de los 4 millones de televidentes), lo que significó que Disney Channel dominara la audiencia de ese día entre sus similares.